# Grand-Brassac
Grand-Brassac (okzitanisch Braçac) ist eine französische Gemeinde im  Département Dordogne in der Region Nouvelle-Aquitaine (vor 2016: Aquitanien). Sie hat 538 Einwohner (Stand: 1. Januar 2022) und gehört zum Arrondissement Périgueux. Die Bewohner werden Grand-Brassacois und Grand-Brassacoises genannt.

## Geographie
Grand-Brassac liegt etwa 22 Kilometer nordwestlich von Périgueux an der Dronne und an der Euche. Umgeben wird Grand-Brassac von den Nachbargemeinden Chapdeuil und Saint-Just im Norden, Paussac-et-Saint-Vivien im Nordosten, Creyssac und Bourdeilles im Osten, Lisle im Osten und Südosten, Montagrier im Süden, Saint-Victor im Südwesten, Celles im Westen sowie Bourg-des-Maisons im Nordwesten.

## Bevölkerungsentwicklung
| Jahr                       | 1962 | 1968 | 1975 | 1982 | 1990 | 1999 | 2006 | 2019 |
| Einwohner                  | 814  | 676  | 609  | 528  | 488  | 489  | 531  | 543  |
| Quellen: Cassini und INSEE |      |      |      |      |      |      |      |      |

## Sehenswürdigkeiten
- Kirche Saint-Pierre-et-Saint-Paul aus dem 12. Jahrhundert, Umbauten aus dem 16. Jahrhundert, seit 1885 als Monument historique klassifiziert
- früherer Konvent der Schwestern der Kongregation des Heiligen Josephs aus dem 16. Jahrhundert, Umbauten bis in das 18. Jahrhundert
- prähistorische Höhlen von Rochereil, seit 1952 als Monument historique klassifiziert
- Schloss Le Bouchillon aus dem 19. Jahrhundert
- Schloss Marouatte aus dem 13. Jahrhundert, Umbauten aus dem 19. Jahrhundert
- Schloss Montardy aus dem 14. Jahrhundert, Umbauten aus dem 18./19. Jahrhundert, seit 2001 als Monument historique eingeschrieben

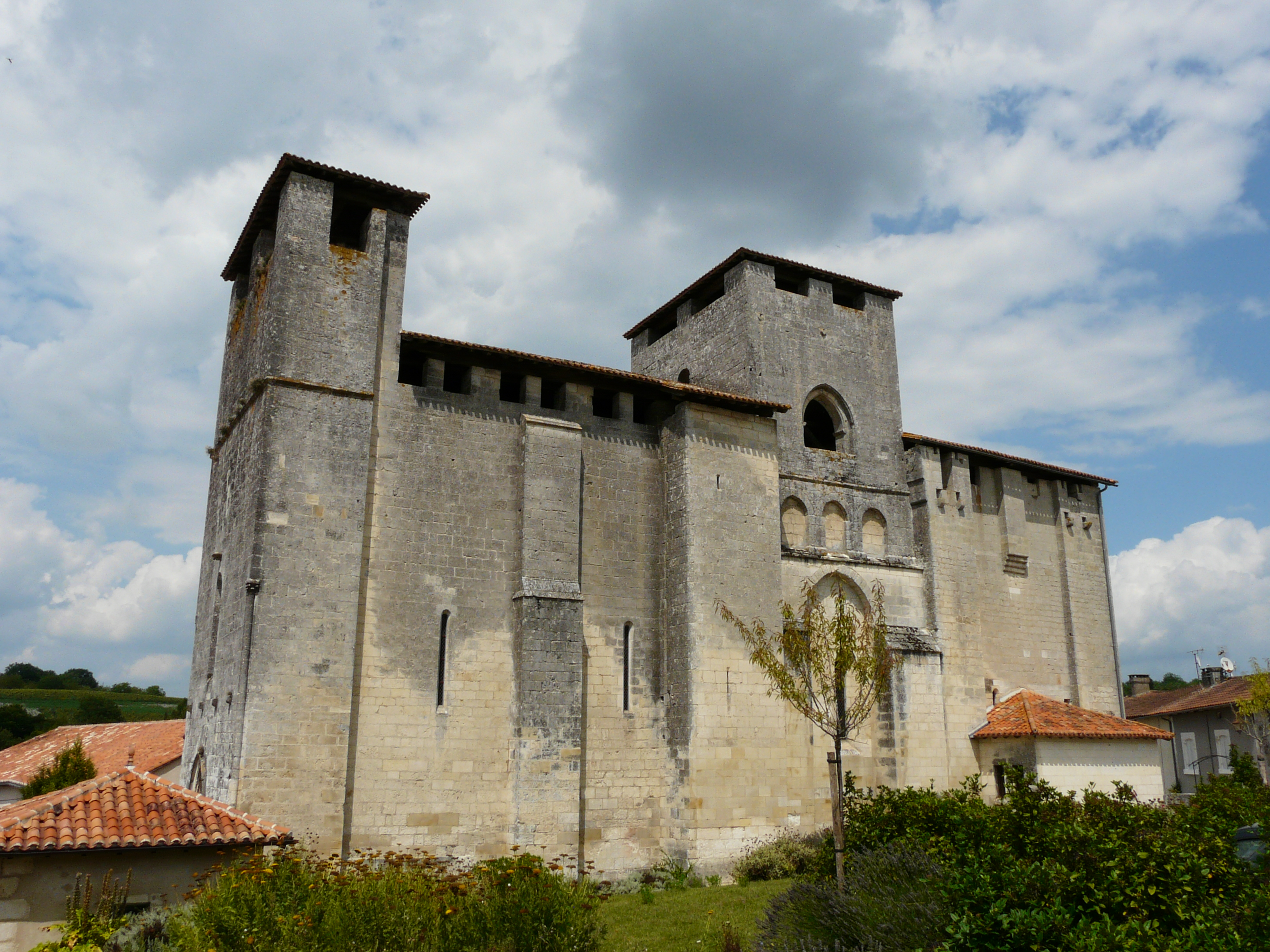
Kirche Saint-Pierre-et-Saint-Paul
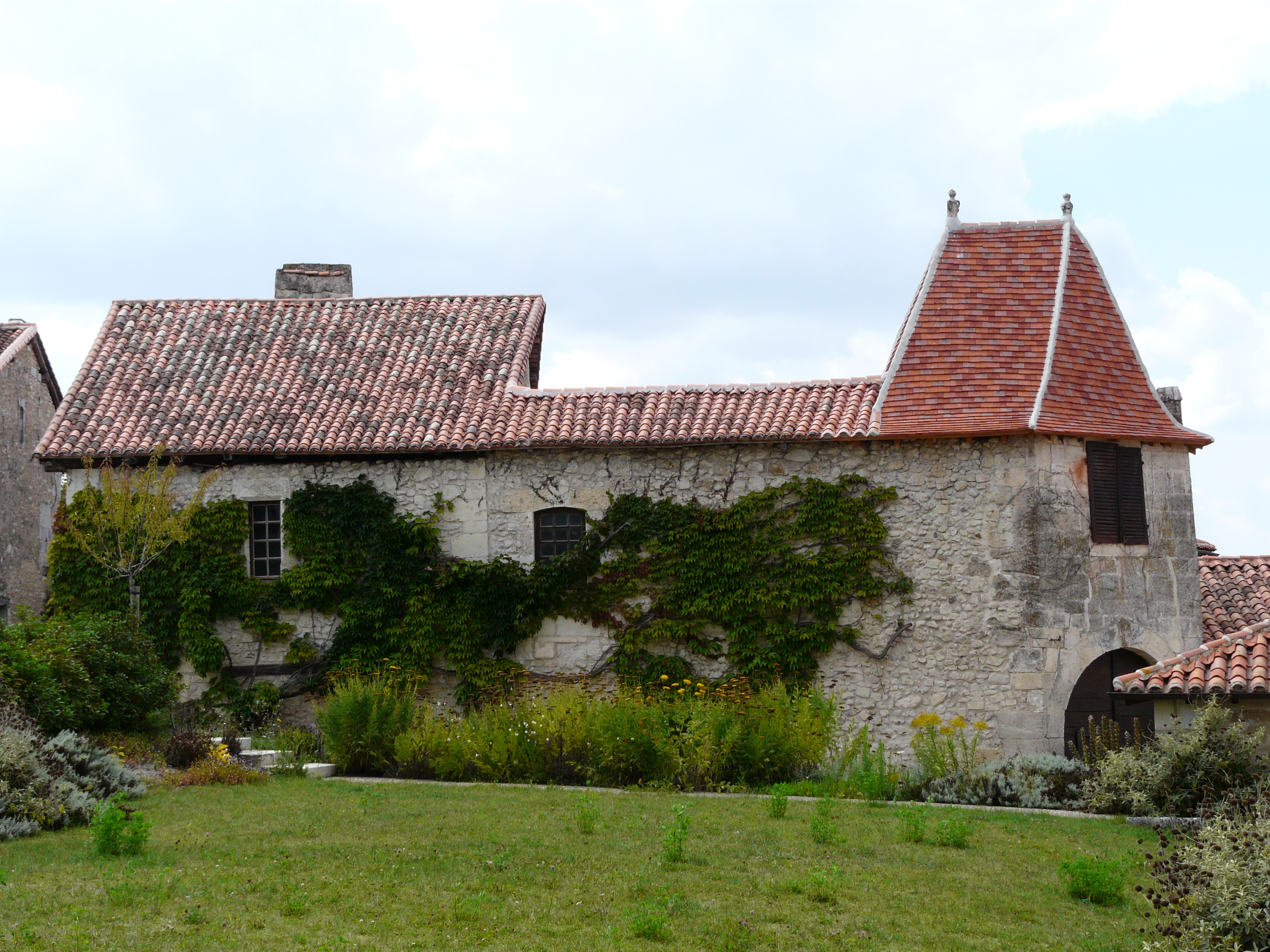
Schwesternkongregation des Heiligen Josephs
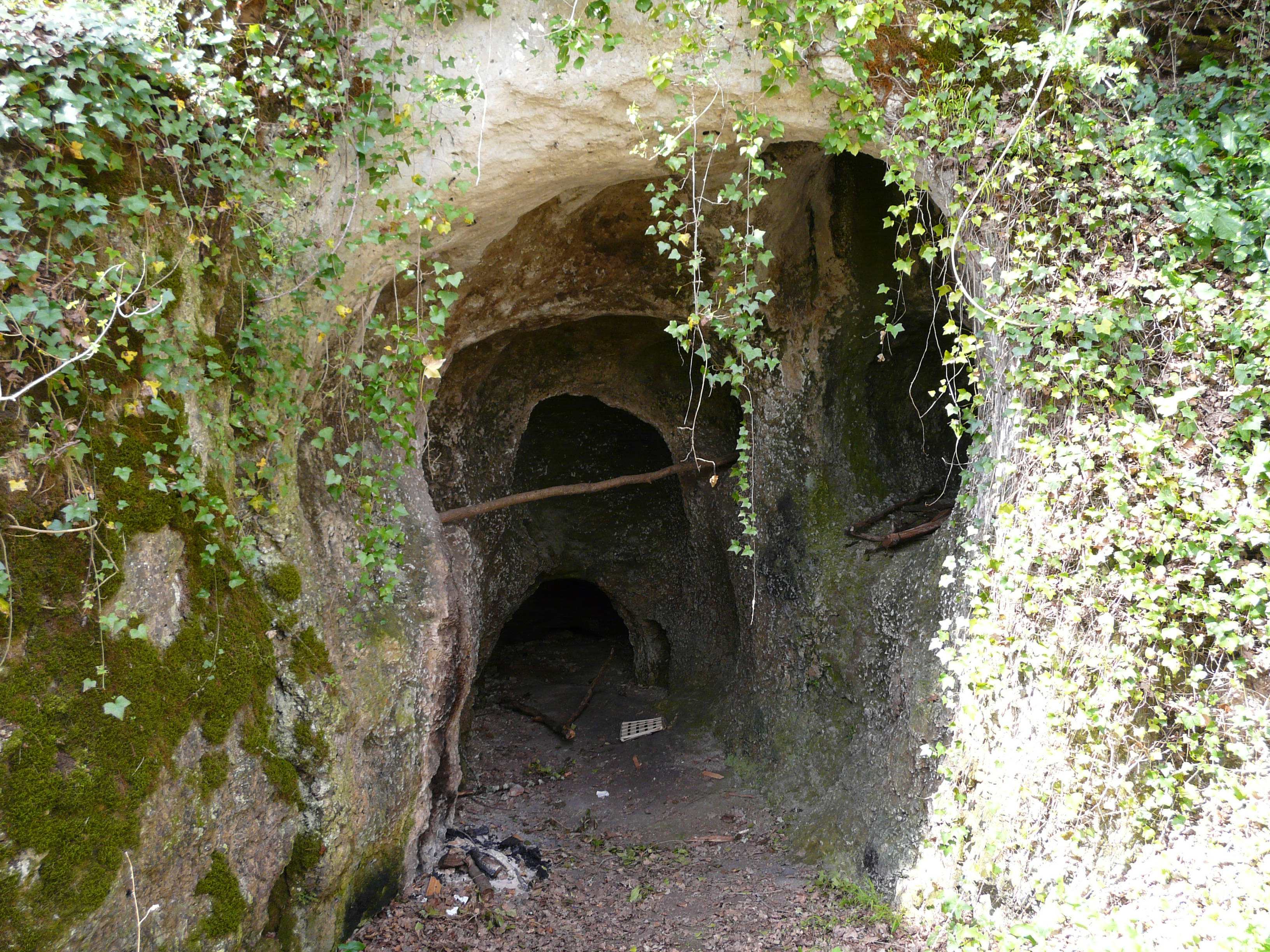
Höhlen von Rochebreuil
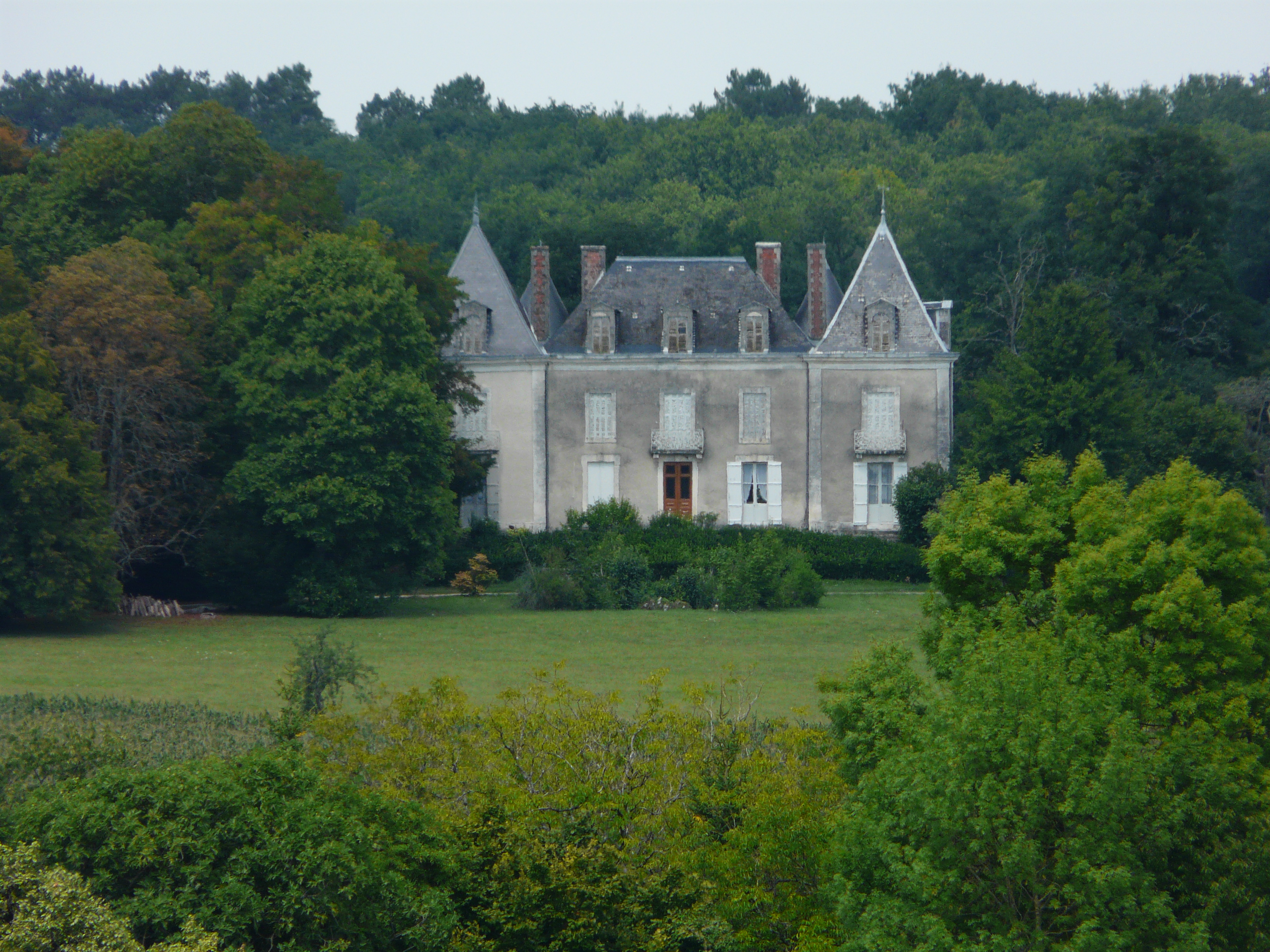
Schloss Le Bouchillon
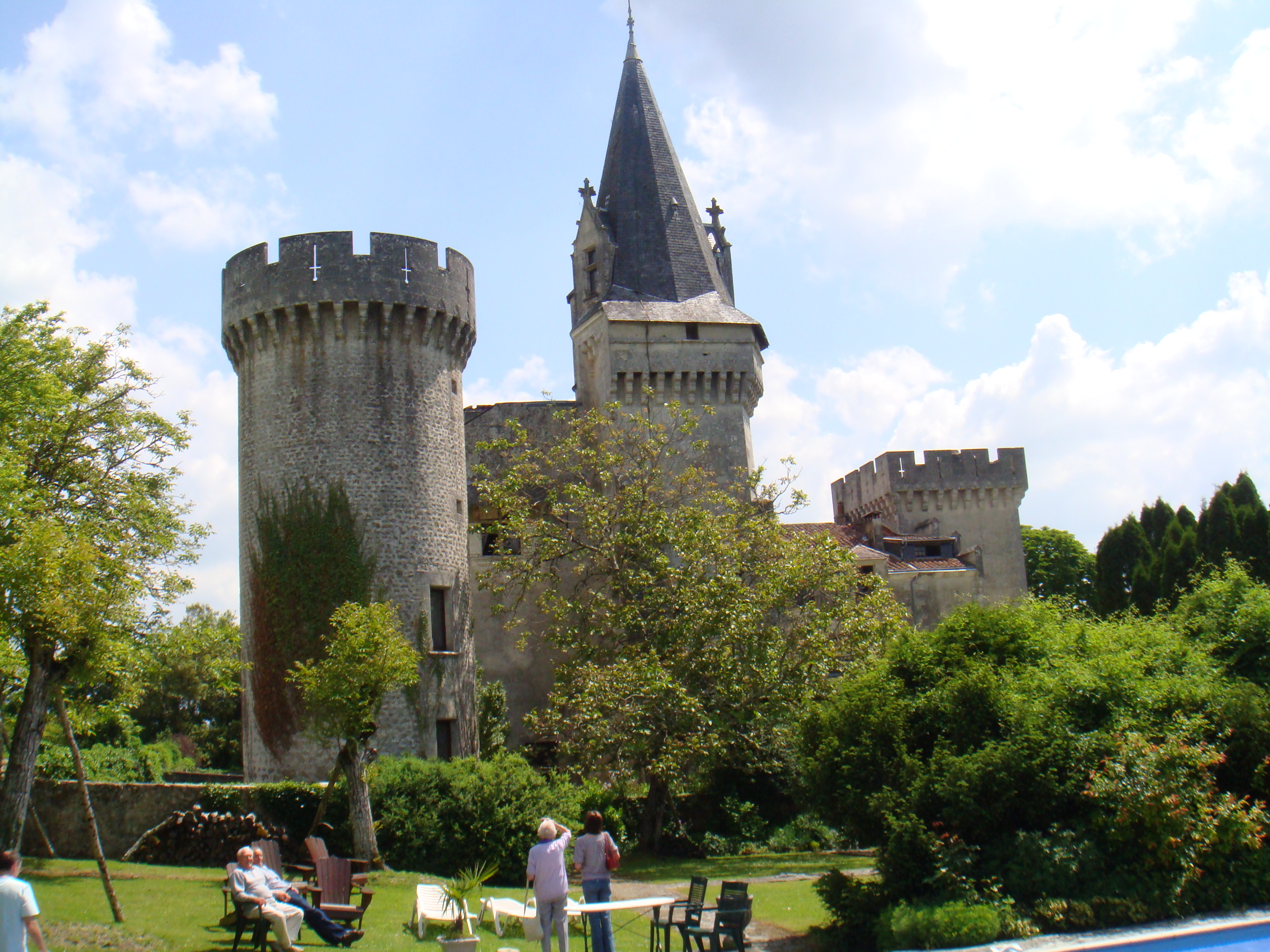
Schloss Marouatte
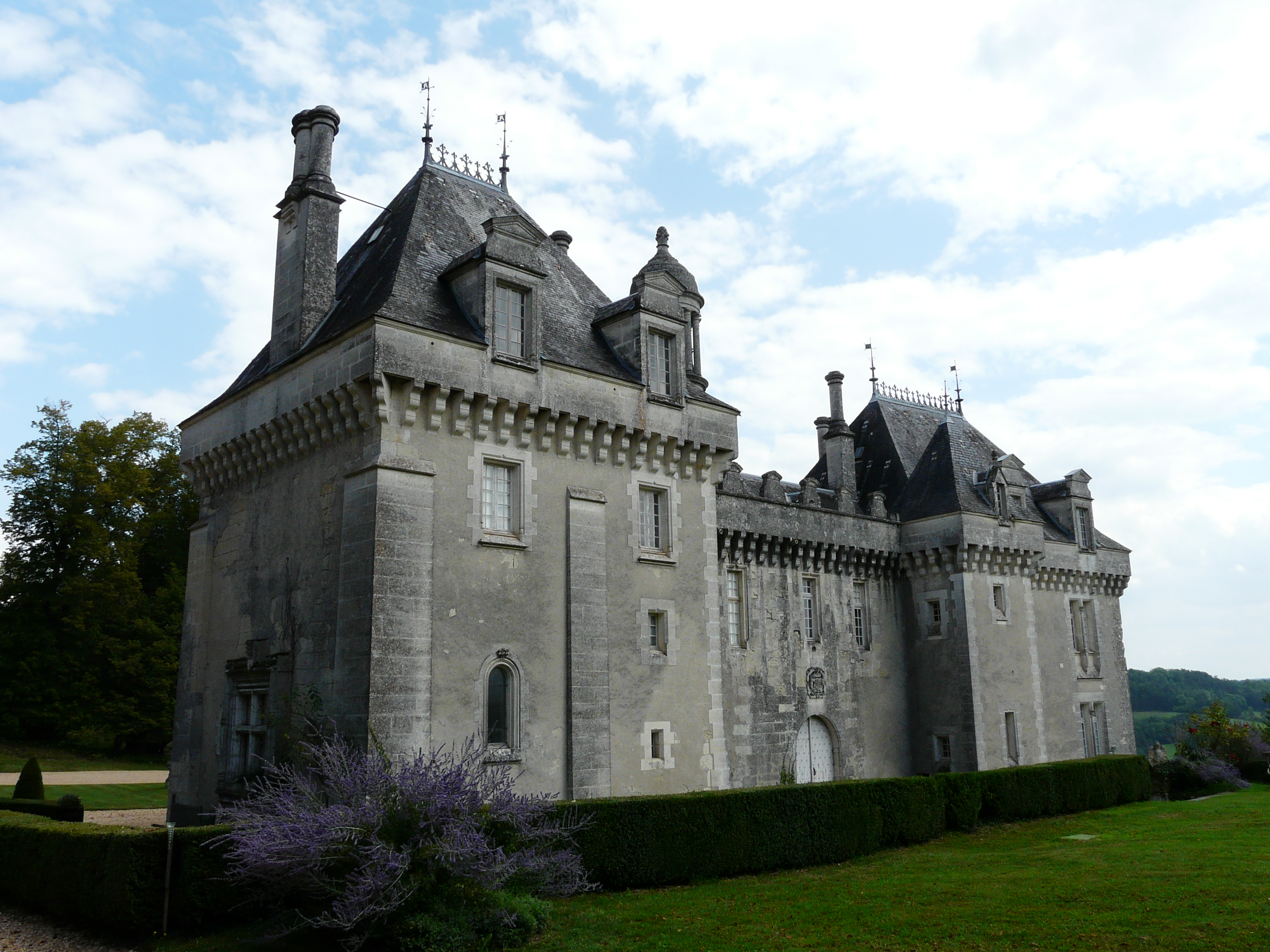
Schloss Montardy